# Ernst Grissemann
Ernst Grissemann, né le 18 février 1934 à Imst et mort le 6 janvier 2023 à Vienne (Autriche), est un animateur de radio autrichien.

## Biographie
Ernst Grissemann commence à la radio en juillet 1954. Il présente les informations et les programmes de Sendergruppe West, une radio fondée par les forces d'occupation françaises. En 1955, la radio intègre l'ÖRF. Il occupe alors plusieurs rôles : présentateur, animateur, commentateur et producteur.
En 1967, il est appelé à Vienne par Gerd Bacher (de), qui le fait participer à la rénovation de la radio. En quelques semaines, Ernst Grissemann et son équipe créent la radio Ö3. Sa présence à cette antenne durant douze ans lui vaut le surnom de "Mister Ö3".
Entre 1979 et 1990, il est nommé à plusieurs reprises directeur de l'ÖRF. Il met en place la radio culturelle Ö1 auquel il prête sa voix avec un style très narratif. De 1990 à 1994, il est le directeur de Radio Tirol. En novembre 1994, il redevient directeur de l'ÖRF.
Ernst Grissemann commente pour l'ÖRF le Concours Eurovision de la chanson de 1970 à 1998, sauf en 1979 et 1990. Pendant 25 ans, de 1983 à 2007, il commente aussi le Concert du nouvel an à Vienne. Par ailleurs, il présente pendant longtemps le Prix Ingeborg Bachmann.
En 1995, il devient journaliste indépendant pour les radios et télévisions germanophones, ainsi que chroniqueur pour des journaux, comme le Tiroler Tageszeitung. De décembre 1997 à 1998, il anime sur Radio Wien (de) Sonntag bei Grissemann en public en direct des studios de Vienne. Avec Andrea Kiesling (de), il anime du 16 septembre 2000 au 16 mars 2003 Schöner leben. Il continue à produire des programmes, enseigne l'animation et fait des publicités.
Ernst Grissemann est le père du satiriste Christoph Grissemann (de) et du critique de cinéma Stefan Grissemann (de).